# Étaule
Étaule ist eine französische Gemeinde mit 392 Einwohnern (Stand: 1. Januar 2022) im Département Yonne in der Region Bourgogne-Franche-Comté. Sie gehört zum Arrondissement Avallon und zum Kanton Avallon. Die Bewohner werden Stabuliens und Stabuliennes genannt.
Die Gemeinde besteht aus den Orten Étaule-le-Bas und Vassy-lès-Avallon.

## Geographie
Étaule liegt etwa 39 Kilometer südöstlich von Auxerre und etwa fünf Kilometer nördlich von Avallon. Das Gemeindegebiet wird vom Fluss Vau de Bouche durchquert, einem Nebenfluss der Cure, der in diesem Abschnitt auch Ruisseau du Moulin genannt wird. Knapp 86 % der Fläche der Gemeinde wird landwirtschaftlich genutzt.
Umgeben wird Étaule von den Nachbargemeinden Lucy-le-Bois im Norden und Nordwesten, Thory im Norden, Provency im Osten und Nordosten, Sauvigny-le-Bois im Osten und Südosten, Avallon im Süden, Annéot im Westen und Südwesten sowie Annay-la-Côte im Westen und Nordwesten.

## Bevölkerungsentwicklung
| Jahr                       | 1962 | 1968 | 1975 | 1982 | 1990 | 1999 | 2006 | 2013 | 2020 |
| Einwohner                  | 298  | 327  | 298  | 335  | 393  | 409  | 418  | 389  | 390  |
| Quellen: Cassini und INSEE |      |      |      |      |      |      |      |      |      |

## Sehenswürdigkeiten
- Kirche Saint-Valentin, 1705 wieder errichtet
- Kirche La Nativité-de-Notre-Dame, 1859 bis 1862 erbaut, seit 2020 als Monument historique eingeschrieben
- Schloss Vassy-le-Bois aus dem Jahre 1873, seit 1995 als Monument historique eingeschrieben
- Schloss Vassy, Festes Haus aus dem 16. Jahrhundert, Eingangsportal und ehemalige Kapelle seit 1997 als Monument historique eingeschrieben
- Zementwerk Gariel aus dem 19. Jahrhundert, seit 2020 als Monument historique eingeschrieben

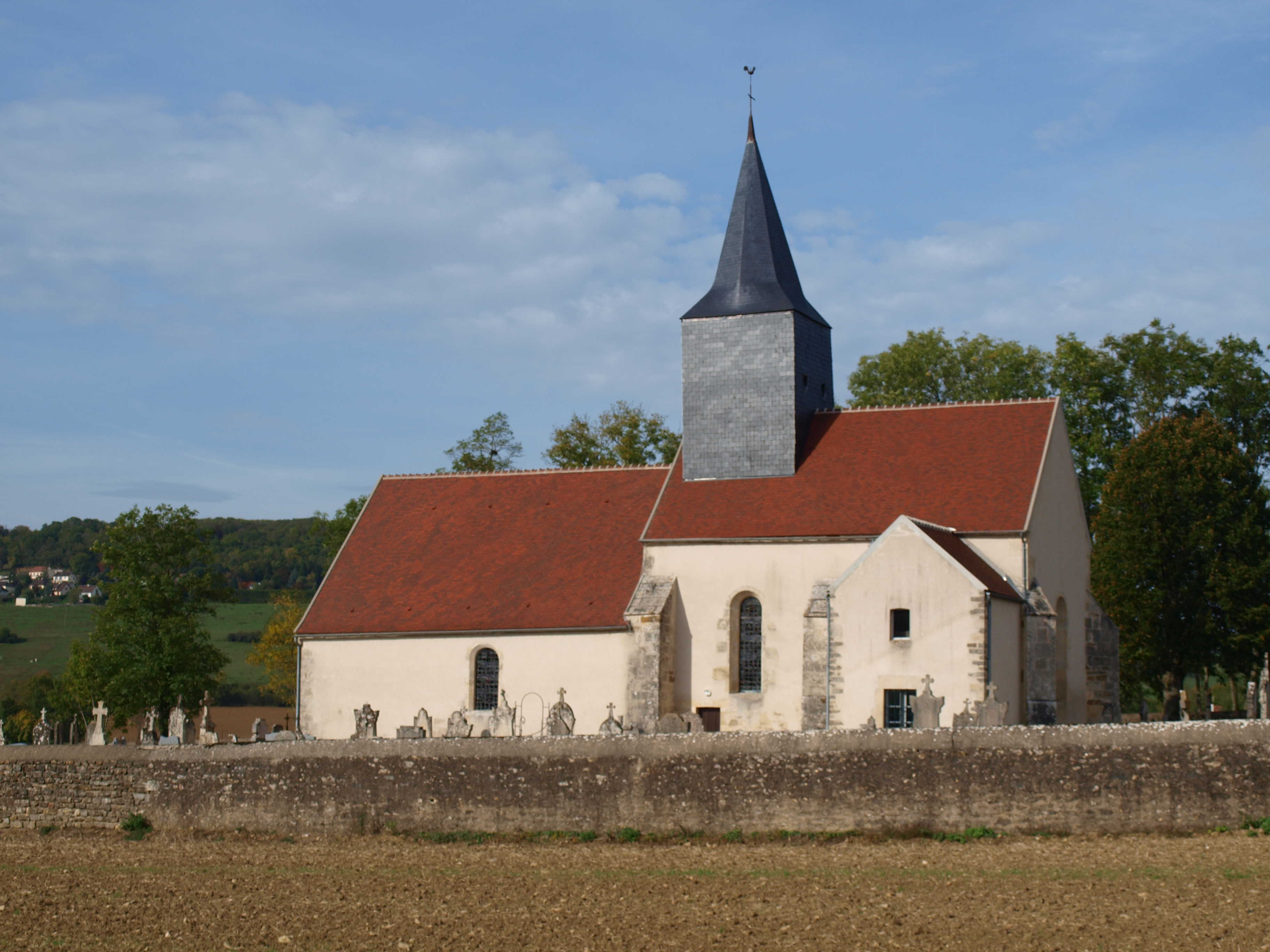
Kirche Saint-Valentin
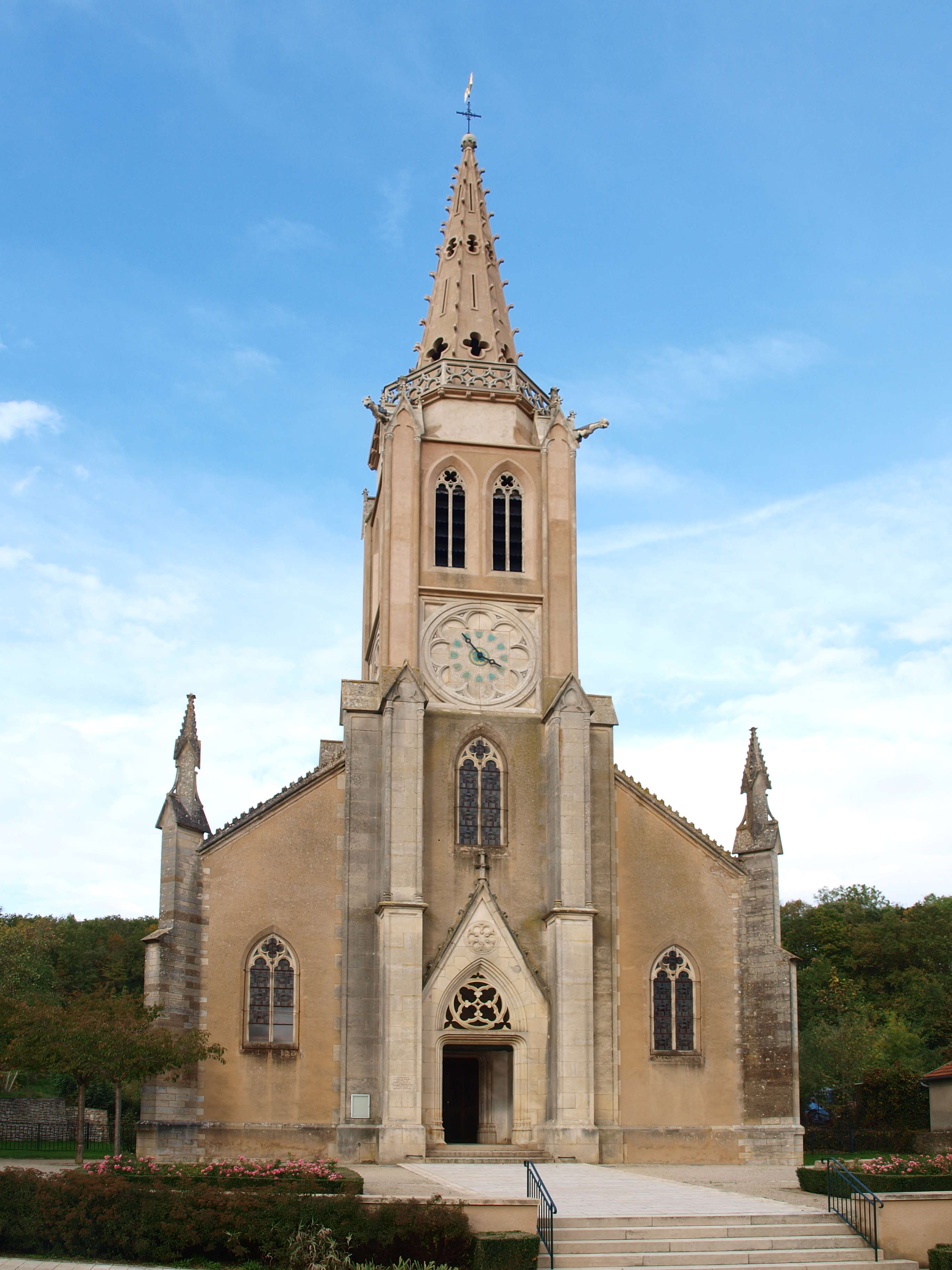
Kirche La Nativité-de-Notre-Dame
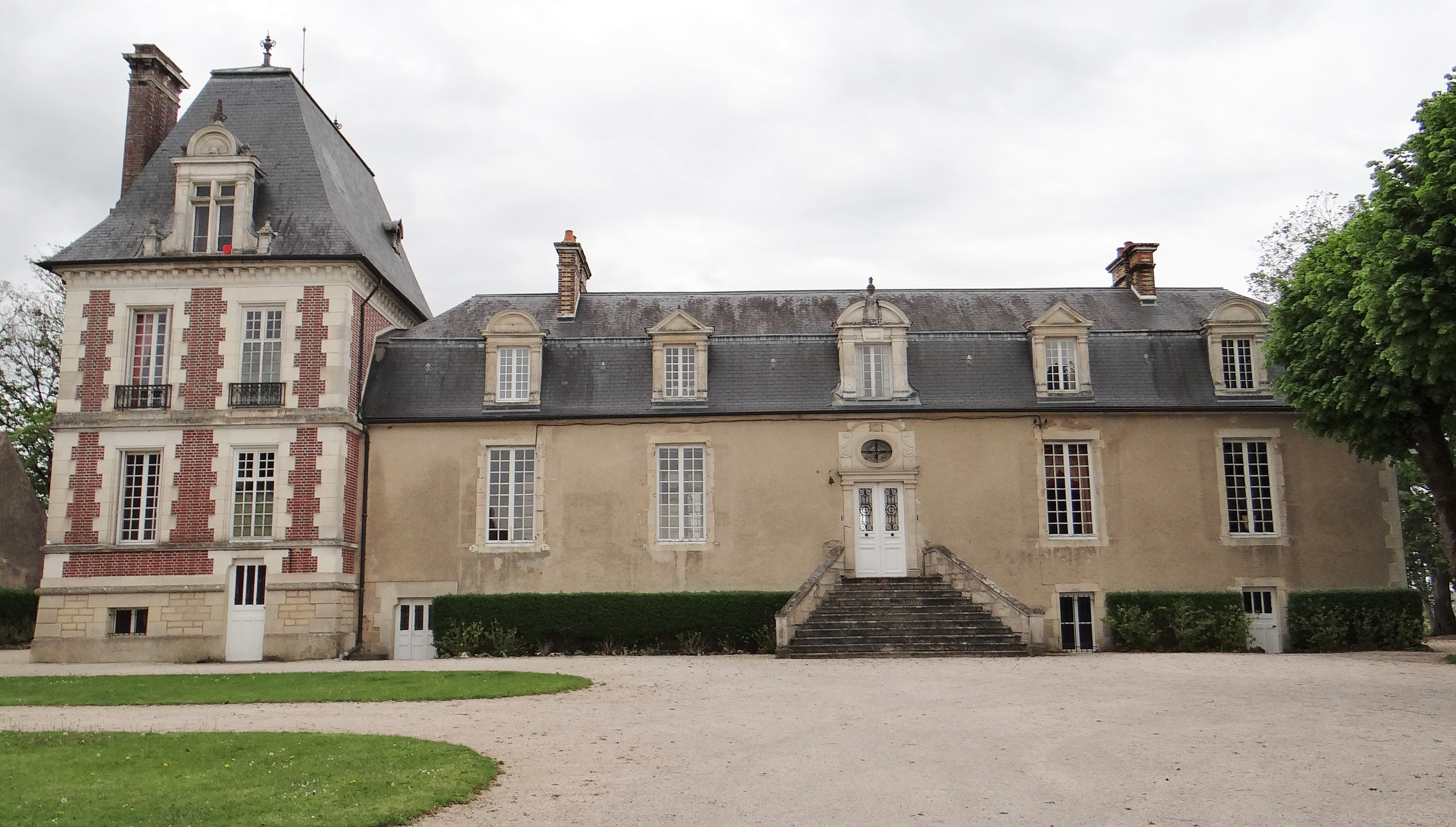
Schloss Vassy